# Средний (остров, архипелаг Седова)
Сре́дний — остров архипелага Седова в составе архипелага Северная Земля. Административно расположен в Таймырском Долгано-Ненецком районе Красноярского края.

## География
Находится в западной части архипелага. С расположенным к западу от него островом Голомянным соединён песчаной косой длиной около километра. К югу от его средней части за проливом Сергея Каменева на расстоянии всего 800 метров лежит небольшой остров Домашний. В 250 метрах к северу от полуострова Отдельного — восточной оконечности острова Среднего, лежит остров Стрела, а в 1,2 километра к востоку от мыса Яновского (назван в честь полярного гидрографа С. С. Яновского (1927—1965) — самой восточной точки острова, находится остров Фигурный.

## Описание
Имеет узкую вытянутую форму длиной от западного мыса Двойного до восточного мыса Яновского — 24 километра и шириной — от 0,5 до 1,3 километра. В восточной части — небольшой полуостров, соединённый с основным островом узким перешейком. Относительно пологий, высоты острова — от 13-15 метров на полуострове Отдельном до 20-30 на самом острове. Берега пологие на востоке и обрывистые от 6 до 20 метров на западе. Рек и ручьёв на острове нет, но есть несколько небольших безымянных бессточных озёр.

## История
На острове расположен единственный на Северной Земле аэродром, склады горючего, хозяйственные постройки и действующая погранзастава. С 1981 года несколько лет здесь располагалась и авиационная войсковая часть, обслуживавшая аэродром. Служившим в ней авиамехаником Константином Рыбаковым написана песня «Остров Средний». Взлётно-посадочная полоса начинается в центральной части острова, сразу за небольшой возвышенностью. В настоящее время с острова Среднего стартуют почти все научные и туристические экспедиции. К примеру, в 2005 году здесь стартовала первая российская экспедиция к Северному полюсу на воздушном шаре (тепловом аэростате «Святая Русь»), возглавляемая русским путешественником Валентином Ефремовым, а 18 декабря 2007 года — первый в истории лыжный переход с Северной Земли к Северному полюсу. На остров можно попасть только спецрейсом из аэропортов Хатанги, Диксона или Красноярска. Из постоянных жителей на острове — только работники погранзаставы, в разное время — от 20 до 30 человек.
Главная достопримечательность острова — музей открытия и освоения архипелага Северная Земля в домике Ушакова, основанный сотрудниками Арктического института.